# Банов (округ Нове Замки)
Банов (словац. Bánov) — село, громада округу Нове Замки, Нітранський край. Кадастрова площа громади — 19.76 км².
Населення 3548 особи (станом на 31 грудня 2024 року).

## Історія
Банов згадується 1113 року.

## Населення
| Рік:            | 1994. | 2004.   | 2014.   | 2024.   |
| --------------- | ----- | ------- | ------- | ------- |
| Кількість осіб: | 3760  | 3742    | 3709    | 3548    |
| Різниця:        |       | -0,47 % | -0,88 % | -4,34 % |

| Рік:            | 2023. | 2024.   |
| --------------- | ----- | ------- |
| Кількість осіб: | 3582  | 3548    |
| Різниця:        |       | -0,94 % |